# Ralph Curtis en la playa de Scheveningen
Ralph Curtis en la playa de Scheveningen es un cuadro del pintor estadounidense John Singer Sargent, pintado en 1880, en óleo sobre tabla, de 26,5 x 33,5 centímetros. Es un retrato del pintor Ralph Curtis, pintado durante un viaje de estudios conjunto por los Países Bajos. La pintura está en la colección del High Museum of Art de Atlanta.

## Contexto
Sargent llegó a los Países Bajos por primera vez el 15 de agosto de 1880, procedente de Venecia, junto con sus amigos estadounidenses Francis Brooks Chadwick y su primo Ralph Curtis, ambos también pintores. Se instalaron en un hotel de Haarlem, con el plan de estudiar las obras de Frans Hals que admiraban en el Museo Frans Hals, y a los pocos días viajaría nuevamente a París, donde quería montar un estudio. Sin embargo, la salida de Holanda se pospuso varias veces y los días se convirtieron en semanas. Junto con sus dos compañeros de viaje, se mudó a Scheveningen y aparentemente lo pasó muy bien allí. Fue ahí donde pintó este pequeño retrato de Curtis, que no solo subraya su estrecha amistad, sino también el carácter relajado de su estancia. No llegaron mucho más lejos que Haarlem y La Haya y sus alrededores. Al parecer, estaba poco interesado en el paisaje holandés.

## Imagen
El retrato de Ralph Curtis en la playa de Scheveningen muestra claramente la afinidad que Sargent había adquirido hacia el impresionismo, pero sobre todo también la influencia de la obra de Frans Hals, que antes había admirado en Haarlem. La pincelada es rápida, amplia, suelta y esquemática, pero al mismo tiempo atrevida, viva y extremadamente llamativa, hasta el virtuosismo. Su interés posterior en la plasmación de superficies aún no se nota aquí, pero su talento especial en el retrato ya es completamente evidente.
Pinta a Curtis tendido sobre una duna. Lleva un bombín y traje, sosteniendo el bastón en alto con la mano derecha. El atuendo formal de Curtis contrasta notablemente con su pose informal y casi casual, como un turista de vacaciones. La actitud casual da la impresión de una instantánea. Los granos de arena que se han incrustado en la pintura sugieren que el pequeño retrato fue pintado al aire libre. Por su informalidad, el panel es bastante único en la obra de Sargent, en comparación con sus posteriores retratos formales majestuosos de las clases altas en Londres y París.